# Vil·la romana de Paretdelgada
La vil·la romana de Paretdelgada està situada la població de Paretdelgada, al costat de l'ermita gòtica de Santa Maria de Paretdelgada, en el terme municipal de La Selva del Camp. Quan, l'any 1935, hom començà a construir una nova casa per als ermitans, van aparèixer restes de construccions antigues en la zona de l'horta i del pati. Es van posar al descobert, així mateix, diverses habitacions amb paviment de mosaic, les quals comunicaven amb un llarg passadís. L'estudi d'aquests mosaics permet diferenciar un repertori de motius decoratius comuns, durant el segle iv, a les províncies relacionades amb els centres o tallers de musivària del nord d'Àfrica. El taller, o bé l'artesà que va dirigir l'elaboració dels paviments d'aquesta vil·la, probablement havia de ser originari de les oficines musivàries de Cartago o dels seus voltants. La seva presència a Parets-Delgades estaria justificada pel caràcter ambulant d'aquests artesans, que es desplaçaven –com en aquest cas– a requeriment dels rics propietaris de les vil·les.